# Parque Arqueológico de Belmaco
El Parque arqueológico de Belmaco (también conocido como Cueva de Belmaco) es uno de los más importantes espacios arqueológicos de Canarias, ubicado en la Villa de Mazo, se asocia el descubierto al gobernador militar de la isla de La Palma, Domingo van de Walle en 1762. Se trata del primer yacimiento arqueológico descubierto en Canarias. El conjunto está declarado Bien de Interés Cultural con categoría de Zona Arqueológica. El conjunto arqueológico de Belmaco lo forman diez cuevas naturales de habitación y una estación de grabados rupestres.
Los benahoaritas criaban ganado en Belmaco y quemaban pinocha para desparasitar.

## Galería

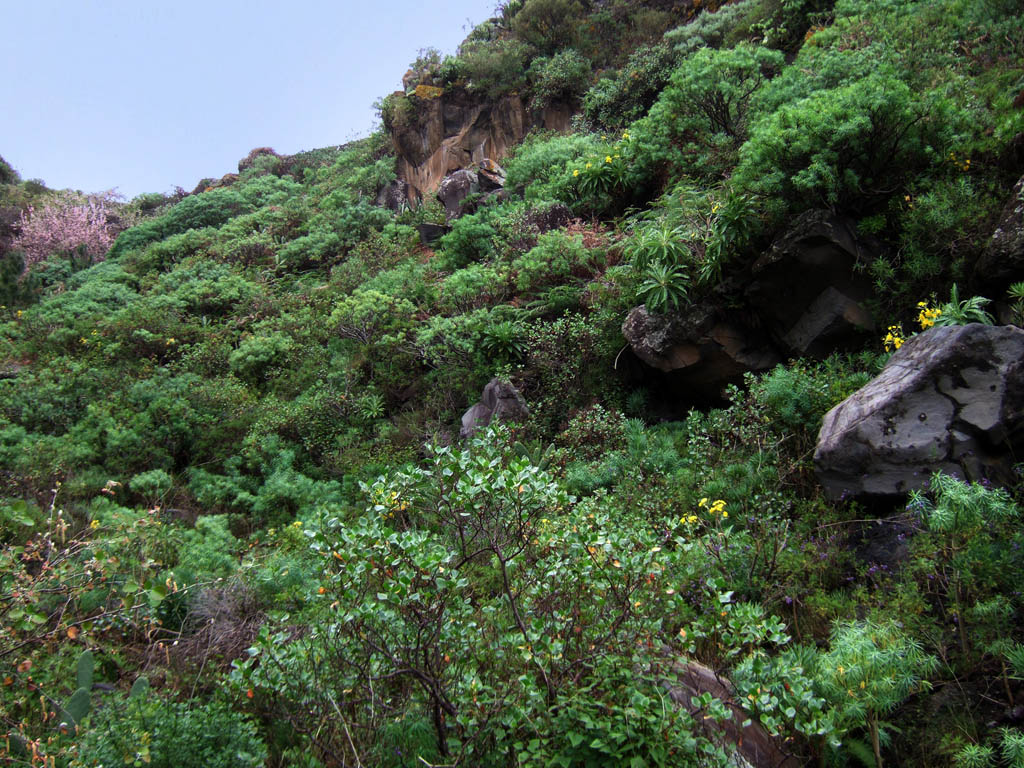
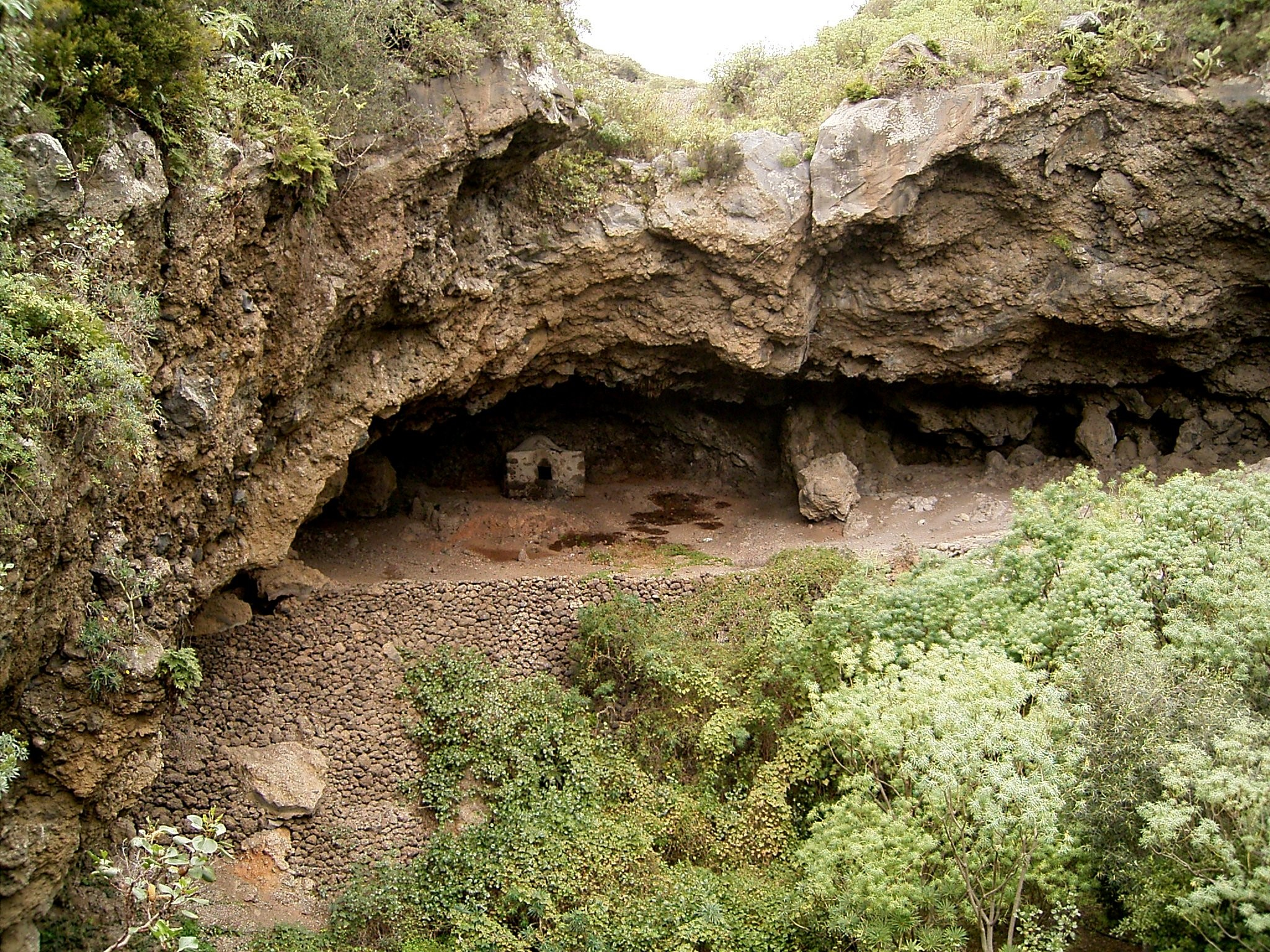
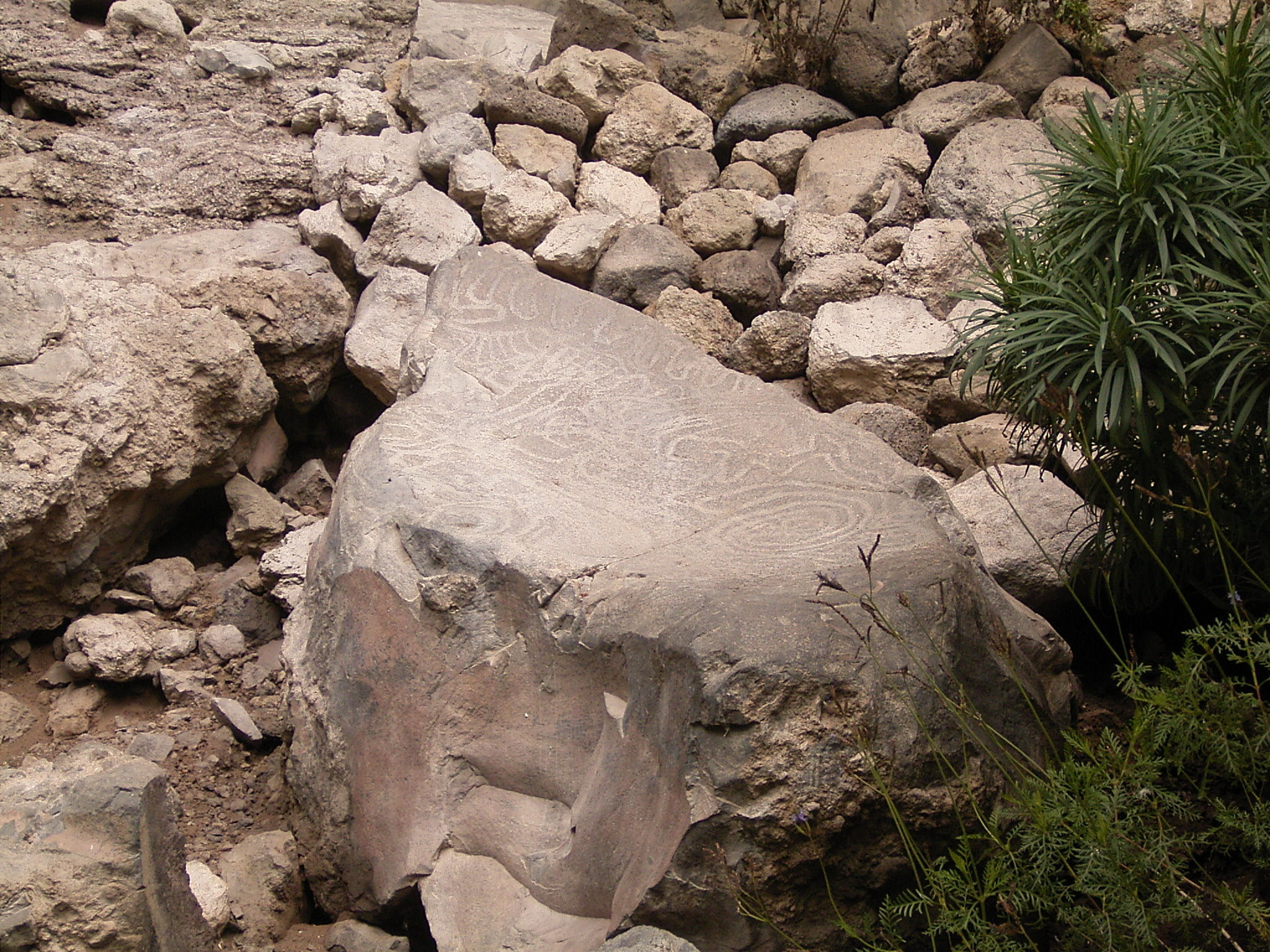
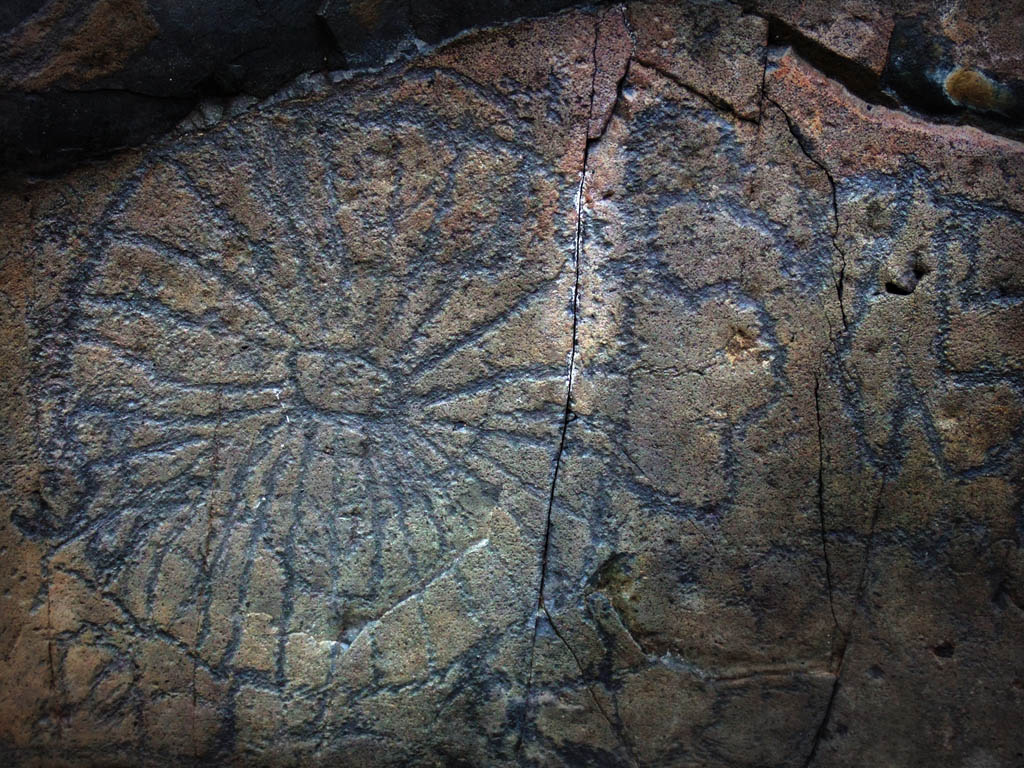